# Pelea entre Mauro Viale y Alberto Samid
La pelea entre Mauro Viale y Alberto Samid fue un altercado televisivo ocurrido en Argentina el 10 de enero de 2002. El conflicto, que tuvo lugar durante una emisión en vivo del programa "Impacto a las 12", por el canal América se ha convertido en un momento icónico de la televisión argentina, la cultura pop y fenómeno de internet debido a su violencia y repercusiones mediáticas.

## Contexto
En el año 2002, Argentina atravesaba una crisis económica y social de grandes proporciones después del colapso financiero de diciembre de 2001. La población sufría los efectos de la devaluación y el "corralito", mientras los medios de comunicación cubrían intensamente las consecuencias de la crisis y ofrecían un espacio para el debate público.

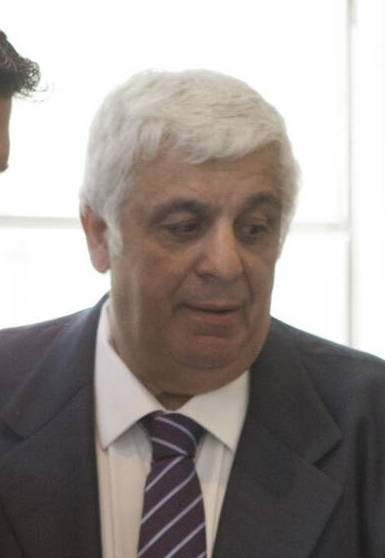
Alberto Samid en 2014, protagonista de la pelea junto al periodista Mauro Viale.

Mauro Viale era un periodista y conductor de gran trayectoria, conocido por su estilo frontal y controvertido. Por su parte, Alberto Samid, empresario de ascendencia siria de la industria de la carne, también conocido como el "Rey de la carne", había tenido participaciones polémicas en programas televisivos y políticos, especialmente por su afiliación al peronismo y sus posturas nacionalistas.
En esta época, los programas vespertinos estaban repletos de figuras mediáticas, peleas, gritos y, ocasionalmente, enfrentamientos físicos. La mayoría de estas peleas eran arregladas de antemano, siguiendo ciertas pautas y no por conflictos espontáneos. Esta fórmula fue introducida por Mauro Viale en la Argentina de finales de los años 1990, en un contexto donde se acababa la "plata dulce", los viajes a Miami con valijas llenas y el consumismo desmedido. Ante la necesidad de reducir costos, el ex periodista deportivo, ahora conductor del horario central, supo reinventarse con este formato.

## Antecedentes
Samid había tenido varios roces mediáticos previos con distintos periodistas, debido a acusaciones de presuntas irregularidades en sus negocios y por sus opiniones políticas. En particular, sus apariciones televisivas solían ser motivo de controversia.

Fui al programa de Chiche Gelblung y dije que la devaluación me parecía muy buena porque favorecía a los productores.(...) A los dos días me llamó la hija de Mauro Viale, que trabajaba en la producción, y me invitó a su programa. Yo, la verdad, lo quería mucho, pero no quería ir a su programa porque sabía que por un punto de rating hacía cualquier cosa y no quería participar en eso. Por eso le pregunté ‘¿De qué quiere hablar?’ y ahí su hija me contó que me había visto en el programa de Chiche defendiendo la devaluación”.

Fuentes periodísticas indican que es posible que existiera una rivalidad entre ambos de larga data y por motivos personales.

## Incidente
El 10 de enero de 2002, durante el programa "Impacto a las 12", Alberto Samid y Mauro Viale comenzaron una discusión acalorada por acusaciones mutuas en una entrevista que duró aproximadamente media hora. La tensión escaló rápidamente cuando Viale calificó a Samid de tener un "razonamiento primario" y lo acusó de evasor impositivo, mientras que Samid lo señalaba como mentiroso.

Pague los impuestos y déjese de joder. (...) Usted debe como 70 millones.
Mauro Viale

Y usted, a ver si sabe como se llama. (...) ¡Dígame como se llama! (...) ¿Cómo se llama usted?, ¿Qué apellido tiene?
Alberto Samid

Samid respondía una y otra vez con una chicana interpretada como judeofóbica, en referencia al hecho de que Mauro Viale era un nombre artístico (su verdadero nombre era Mauricio Goldfarb) y ya que el cambio de nombres de personas judías suele realizarse para proteger su integridad y discriminación.

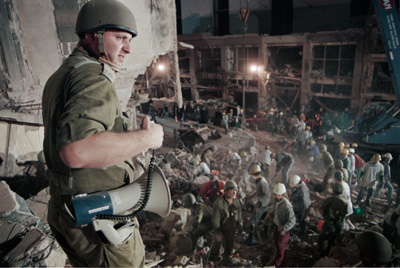
Escena posterior al atentado a la AMIA, hecho histórico citado por Viale al que le adjudicó ser convalidado por Samid.

La discusión dio un giro cuando Viale le achacó a Samid su presunta validación del atentado a la AMIA, un ataque terrorista producido en Argentina en el año 1994, sospechado de ser perpetrado por fuerzas islamistas de Medio Oriente, una acusación que tocó una fibra sensible debido a la condición judía de Viale y la ascendencia siria musulmana de Samid.

Usted avaló la bomba a la AMIA. (...) Nos conocemos bien...
Mauro Viale

Usted tiene que arrepentirse de lo que dijo. (...) Usted no puede decir semejante barbaridad. (...) ¿Cómo vas a decir eso, judío hijo de puta?
Alberto Samid

Este intercambio fue un punto de quiebre. Samid buscaba incomodar a Viale aludiendo a su identidad judía, mientras que Viale, con su acusación, parecía sugerir una relación entre Samid (conocido por su ascendencia siria musulmana) y el terrorismo, entendido como un prejuicio islamofóbico. La discusión alcanzó su punto máximo cuando Samid, visiblemente alterado, lanzó un insulto judeofóbico y golpeó a Viale en el rostro, provocando una pelea a puñetazos en pleno vivo. Viale, sorprendido pero reaccionando rápidamente, intentó devolver el golpe.
La pelea dura apenas 32 segundos. Es imposible determinar con exactitud cuántos golpes se intercambiaron desde el primer puñetazo hasta que los separaron. El director de cámaras corta la secuencia con un paneo general que muestra el estudio lleno de gente, pero desvía la atención de los protagonistas. Viale cae dos veces: primero contra la barra de los panelistas y luego al suelo. En ese momento aparece un actor inesperado en la escena, un hombre mayor que le da tres patadas mientras seguía en el piso.
Años después, Samid reveló que ese hombre era un portero del canal que tenía una mala relación con Viale y aprovechó el caos del momento para vengarse de los malos tratos recibidos. Otra versión indica que el hombre era un allegado de Samid.
La producción del programa tuvo que intervenir para separar a los implicados y evitar que la situación se saliera de control.
En una entrevista para Perfil años después, Viale declaró:

Ese día la pelea siguió en la calle, siguió feo. Yo fui y le patee el auto, nos seguimos pegando en la calle. Fue un ataque religioso a la condición de judío, es un espanto. Es un antisemita probado, eso es lo peor de todo.

Sin embargo esto fue negado categóricamente por Samid en una entrevista en 2022.
Según el testimonio de Marina Calabró que se encontraba como panelista del programa en ese momento, fue un momento shockeante del que tuvo que reponerse rápidamente para continuar con el programa:

Mi sensación, todo esto en vivo, era decirme a mí misma 'esto no está pasando, esto no está pasando, esto no está pasando'. Era una sensación de 'esto que estoy viendo no puede ser que esté ocurriendo, mi cabeza me está traicionando' (...) Mauro se va afuera a hablar con Patricia Weber, que era la gerenta de programación de América y a nosotros nos dicen 'ustedes sigan'. Tenía que hablar del corralito, patacones, lecops y estaba con lo de Mauro en la cabeza.

### Desarrollo posterior
Luego del incidente, y de una extensa pausa comercial, Viale pidió disculpas al público y a las autoridades del canal asumiéndose como el único responsable del altercado, así lo replicó el portal de La Nación horas después. Samid declaró en entrevistas posteriores que había actuado por "impulso" y que se sentía "ofendido" por las acusaciones de Viale.

No le podía permitir que me acusara así. Pero la verdad es que él es judío y yo soy árabe, él no me aguanta y yo no lo aguanto. Ese puñetazo está grabado en la retina de muchos argentinos, como el gol de Maradona a los ingleses.

La pelea generó una ola de reacciones en los medios de comunicación y entre el público. Muchos criticaron la violencia televisiva, mientras otros lo tomaron como un reflejo del clima social y político que se vivía en el país. El momento fue replicado por varios programas humorísticos y analizadores de medios. Años después, permaneció reconocido por los medios como un hito televisivo e histórico de la cultura popular argentina.
Mauro Viale continuó con su carrera periodística, mientras que Alberto Samid se mantuvo como una figura polémica en el ámbito empresarial y político. Luego de esta pelea, Samid comenzó a usar una tarjeta de presentación en la que hacía referencia a Viale: 

Alberto Samid, Matancero Peronista.
Hincha de Gardel
Hincha de Boca
Hincha de Ford
y le tengo bronca a Mauro Viale.

El 8 de octubre de 2011 en una entrevista con perfil.com, Viale rechaza arrepentirse de que el conflicto haya derivado en golpes, justificando su reacción por una cuestión de principios, de su crianza en el barrio de La Paternal y que a Samid: no le perdono nada.
En agosto de 2020, Samid revivió el episodio y propuso una "revancha" a Viale. Declaró en redes sociales: «Por este medio le ofrezco oficialmente al señor Goldfarb la revancha. En el Luna Park. Mi parte de la recaudación será donada a la compra de insumos para el personal médico que lucha contra el coronavirus».
La pelea entre Samid y Viale volvió a cobrar relevancia en 2021 tras el fallecimiento de Mauro Viale luego de enfermar de coronavirus en la pandemia en Argentina.

Más allá de un pequeño altercado que yo tuve hace muchos años con él, nunca más tuve ningún problema. Nada que ver. Yo en aquel momento... quiero aclarar: yo después me di cuenta como era él, él era un provocador nato, hasta último momento provocaba a la gente, pero era su forma de ser y su trabajo.
Alberto Samid, entrevista en Radio con Vos con Ernesto Tenembaum, 12 de abril de 2021

Según Google Trends, el 12 de abril de 2021, cuando se dio a conocer la muerte Viale, es el día que más se googleó el término "Samid Viale", desde el 2004 hasta la fecha.
En 2022, mientras cumplía prisión domiciliaria, Samid dio una entrevista al medio La Nación donde afirmaba no arrepentirse de lo que había hecho después de lo que Viale le había dicho. Ese mismo año, Samid da a conocer que retiró la información que hacía referencia a Viale en su tarjeta de presentación:

Lo saque por respeto a Mauro que ya no está con nosotros, me parecía que era una falta de respeto a él y su familia.
Alberto Samid, Perfil, 8 de junio de 2022

El 6 de abril de 2023, el canal oficial de YouTube de América TV publica el video original y completo tras 21 años de reserva.

### Encuentros posteriores

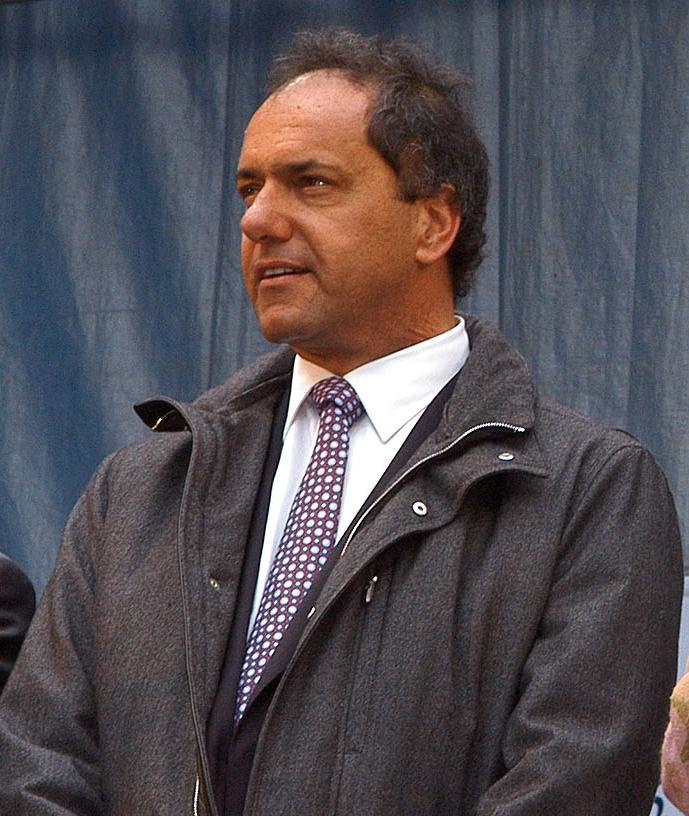
El exgobernador Daniel Scioli, intentó mediar sin éxito entre Samid y Viale.

En el libro Frutos extraños de Leila Guerriero, se menciona un encuentro fortuito entre Samid y Viale en una noche de abril. Samid espera frente a un estudio de televisión a las 21:30 horas aproximadamente en Palermo, Buenos Aires, para participar en un programa. Mientras aguarda sentado en su camioneta, recuerda el incidente con Mauro Viale, después de que su acompañante, "Norte", le comentara que aún faltaban diez minutos para ingresar y que dentro se encontraba Viale. Un rato más tarde de esa misma noche, se produce un encuentro cara a cara, cuando Viale, al salir del canal, se encuentra con Samid entre su auto y el estudio. Ambos se saludan con un breve "buenas noches" y, a pesar de la tensión, no ocurre nada más. Un mes después, Samid imprime sus distintivas tarjetas de presentación.
Años después del incidente, se dio a conocer un intento fallido de conciliación realizado en la propiedad La Ñata del por entonces gobernador Daniel Scioli, quien intervino en forma personal mientras se desarrollaba una reunión entre amigos en el que Samid y Viale coincidieron como invitados.
Unos años antes del fallecimiento de Viale, su hija contactó a Samid nuevamente para transmitirle el deseo de su padre de mantener una conversación. Según sus declaraciones, a partir de esa pelea, la vida de Viale había cambiado de manera significativa. La invitación consistía en asistir al programa de Viale para analizar el suceso y conversar al respecto. Sin embargo, tras considerar la propuesta y discutirlo con su familia, la respuesta fue negativa. La familia de Samid expresó su preocupación por la posibilidad de que se repitiera una situación similar, recordando el sufrimiento que habían experimentado en aquel entonces.

## Análisis
- El doctor, investigador del Conicet, profesor de la UBA, UNQ y especialista en medios de comunicación e industria cultural Martín Becerra, analiza la pelea televisiva entre Alberto Samid y Mauro Viale como un fenómeno mediático que, pese al paso del tiempo, sigue vigente en el imaginario colectivo y en las redes sociales. Esta confrontación, fue mucho más que una simple riña: fue una ruptura significativa en las convenciones televisivas de la época.[25]

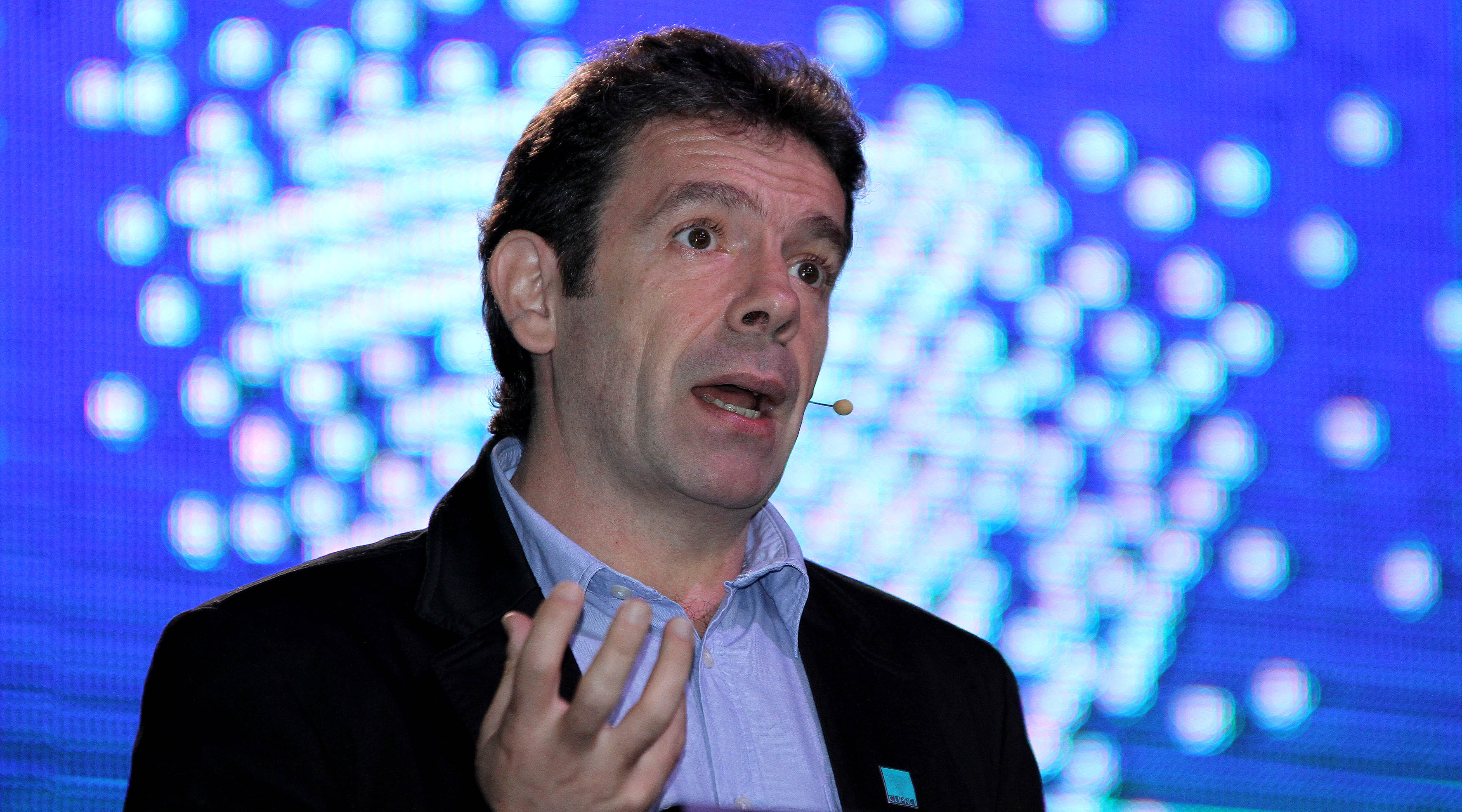
Martín Becerra, investigador y experto en medios, plantea su análisis sobre la Pelea de Samid y Viale de «cuatro rupturas».

Este conflicto, según Becerra, posee características que lo hacen destacable. En primer lugar, transformó una discusión representacional en una acción física real, destruyendo la escenografía y rompiendo la estética controlada del set televisivo. En segundo lugar, desafió la planificación habitual del flujo televisivo, generando una sensación de fascinación al ver cómo los acontecimientos superaban el control del medio. En tercer lugar, rompió el contrato implícito del género, y en vez de una pelea guionada o teatralizada, ofreció una auténtica pelea en vivo que sorprendió a la audiencia. Finalmente, Viale y Samid, con sus personalidades polémicas y auténticas, fueron percibidos como antihéroes creíbles y políticamente incorrectos.
Además, la autenticidad de la pelea fue clave para su impacto duradero. A diferencia de otros presentadores que proyectan una imagen amable, Mauro Viale exhibía una moral menos pulcra y más provocadora. Samid, por su parte, adoptó una actitud desafiante y combativa, opuesta a la imagen convencional de los políticos. Esta autenticidad generó una identificación con el público, que vio en ellos una honestidad brutal que contrasta con el marketing y la impostura habituales en los medios.
Becerra también destaca que este episodio representa la "televisión verdad": un registro en vivo y sin pulir que refuerza su verosimilitud frente a una audiencia acostumbrada a la ficción y la simulación. La polémica, como género televisivo, tiene una capacidad inherente de captar la atención del público. En este contexto, el conflicto se convierte en un recurso explotado por los medios para entretener y generar identificación con los espectadores, como sucede en programas posteriores como Intratables.
- La doctora en Ciencias Sociales, especializada en temas de comunicación pública y medios Adriana Amado, en una entrevista con Perfil de 2019, analizó el fenómeno sobre el porqué esta pelea sigue siendo objeto de atracción y señaló que la novedad y el conflicto siempre captan la atención del público, especialmente en la televisión, donde los espectadores no corren riesgos, a diferencia de lo que ocurriría en la vía pública. Resaltó que lo inusual, como un invitado que se enfrenta físicamente con el anfitrión, despierta un interés particular, más aún en una época donde lo políticamente correcto predomina en los medios. Este tipo de situaciones siguen siendo llamativas, y por eso, revive en la televisión con frecuencia, convirtiéndose en un "podio del absurdo".[26]

- En esa misma nota, el doctor en filosofía y periodista Tomás Balmaceda, analiza la pelea entre Samid y Viale destacando cómo las redes sociales modifican la forma en que estos eventos se comparten e interpretan. Para quienes vivieron en una época sin redes, estos hechos se discutían en espacios informales como asados o charlas, pero ahora, gracias a plataformas como Twitter y YouTube, pueden ser vistos por miles de personas, generando nuevas interpretaciones. Las redes sociales no solo amplifican el alcance de la pelea, sino que la resemantizan, convirtiéndola en un fenómeno viral y en un meme que adquiere nuevos significados y reinterpretaciones.[26]

## Impacto cultural
El incidente entre Viale y Samid trascendió el ámbito televisivo y se convirtió en parte de la cultura popular argentina y un fenómeno de internet con memes, gifs, videos editados, stickers, etc. La simple búsqueda "Viale Samid" en la red arroja una importante cantidad de merchandising disponible en plataformas como Mercado Libre: remeras, tazas, bustos de Samid y Viale de 25x20 cm, veladores con la imagen de la pelea, picadores de marihuana con el "match", juguetes e incluso llaveros. Estos productos reflejan cómo el público reinterpretó el episodio con humor y sarcasmo, transformando un momento de tensión y violencia en un icono de la cultura mediática argentina.
Videos sobre el hecho y obras derivadas llegan a millones de reproducciones en plataformas como YouTube.
En septiembre de 2023 se estrenó el podcast documental de Efecto Iceberg: Samid vs. Viale. Una obra de cuatro capítulos conducido por Luquita Rodríguez, donde se analiza en detalle el altercado entre ambos y el impacto cultural que ocasionó.

## Obras
- Mauro Viale vs Alberto Samid: el provocador y el que cayó en la trampa, No fue ayer, pero parece. 2021. Capítulo de podcast de La Nación.[11]
- Samid vs. Viale, Efecto Iceberg. 2023. Podcast documental. 4 capítulos.
- Viale vs. Samid, Sumeria. 2021. Canción.
- SAMID, Los Despejes de Insaurralde. 2021. Canción y videoclip.

## Premios y reconocimientos
- Premios Don Segundo Sombra, peor Bochorno televisivo del 2002. Nominada.[28]